# Staminodium

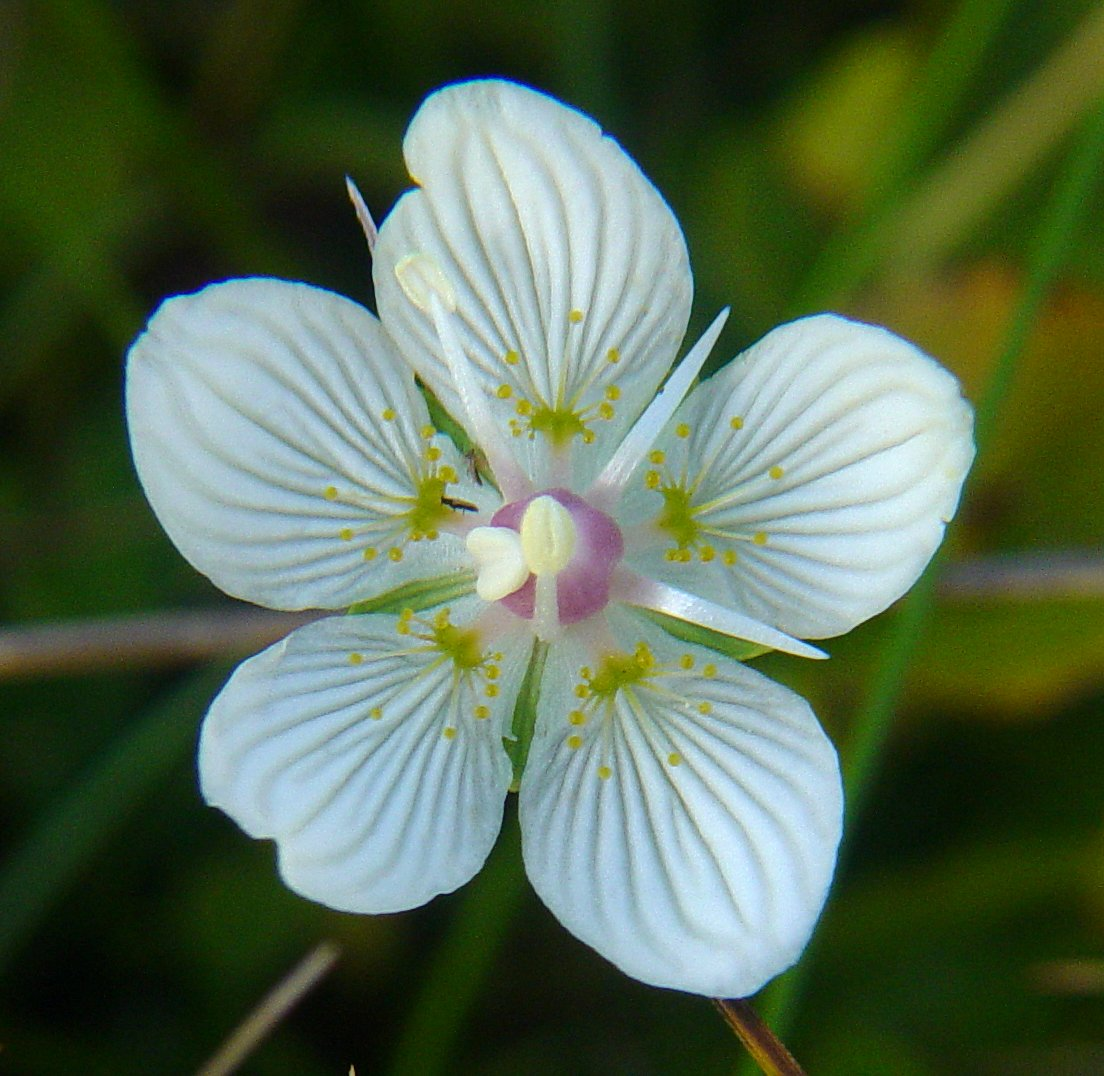
De goudkleurige staminodia, die eindigen in knopjes, bij parnassia

Een staminodium (mv.: staminodia) is een steriele meeldraad (stamen) van een bloem.
De meeldraad is vervormd (gereduceerd) bijvoorbeeld tot een schijfje en brengt geen stuifmeel voort. Bij parnassia vormen de staminodia de schijnhoningklieren.